# Малая Хадата
Малая Хадата (устар. Малая Ходата) — река в России, протекает по территории Приуральского района Ямало-Ненецкого автономного округа. Устье находится в 399 км по правому берегу реки Щучьей. Длина реки — 24 км.
С ненецкого Хадата — «Имеющая много елей, заросшая елями». Названа так по наличию елового леса в нижнем течении реки.

## Данные водного реестра
По данным государственного водного реестра России относится к Нижнеобскому бассейновому округу, водохозяйственный участок реки — Обь от города Салехард и до устья, речной подбассейн реки — бассейны притоков Оби ниже впадения Северной Сосьвы. Речной бассейн реки — (Нижняя) Обь от впадения Иртыша.